# Sân bay quốc tế Juan Santamaría
Sân bay quốc tế Juan Santamaría (tiếng Tây Ban Nha: Aeropuerto Internacional Juan Santamaría) (IATA: SJO, ICAO: MROC) là một sân bay tọa lạc ở Alajuela khoảng 20 km so với thủ đô San José, Costa Rica. Sân bay này được đặt tên theo anh hùng dân tộc Costa Rica Juan Santamaría, một cậu bé dũng cảm đã hy sinh trong cuộc chiến bảo vệ quốc gia này trước đội quân do  William Walker chỉ huy. Đây là sân bay hàng đầu Costa Rica, phục vụ khách du lịch từ Canada, châu Âu và Hoa Kỳ. Có 3 sân bay quốc tế ở quốc gia này. Sân bay này đã phục vụ 4,1 triệu lượt khách, là sân bay bận rộn thứ nhì ở Trung Mỹ, sau Sân bay quốc tế Tocumen ở Panamá.
Đường băng cho phép phục vụ các máy bay thên rộng Airbus A330 và A340, Boeing 747 và 767.. Các hãng hàng không hoạt động chính ở sân bay này gồm có TACA/Lacsa và công ty con là Sansa for domestic flights.

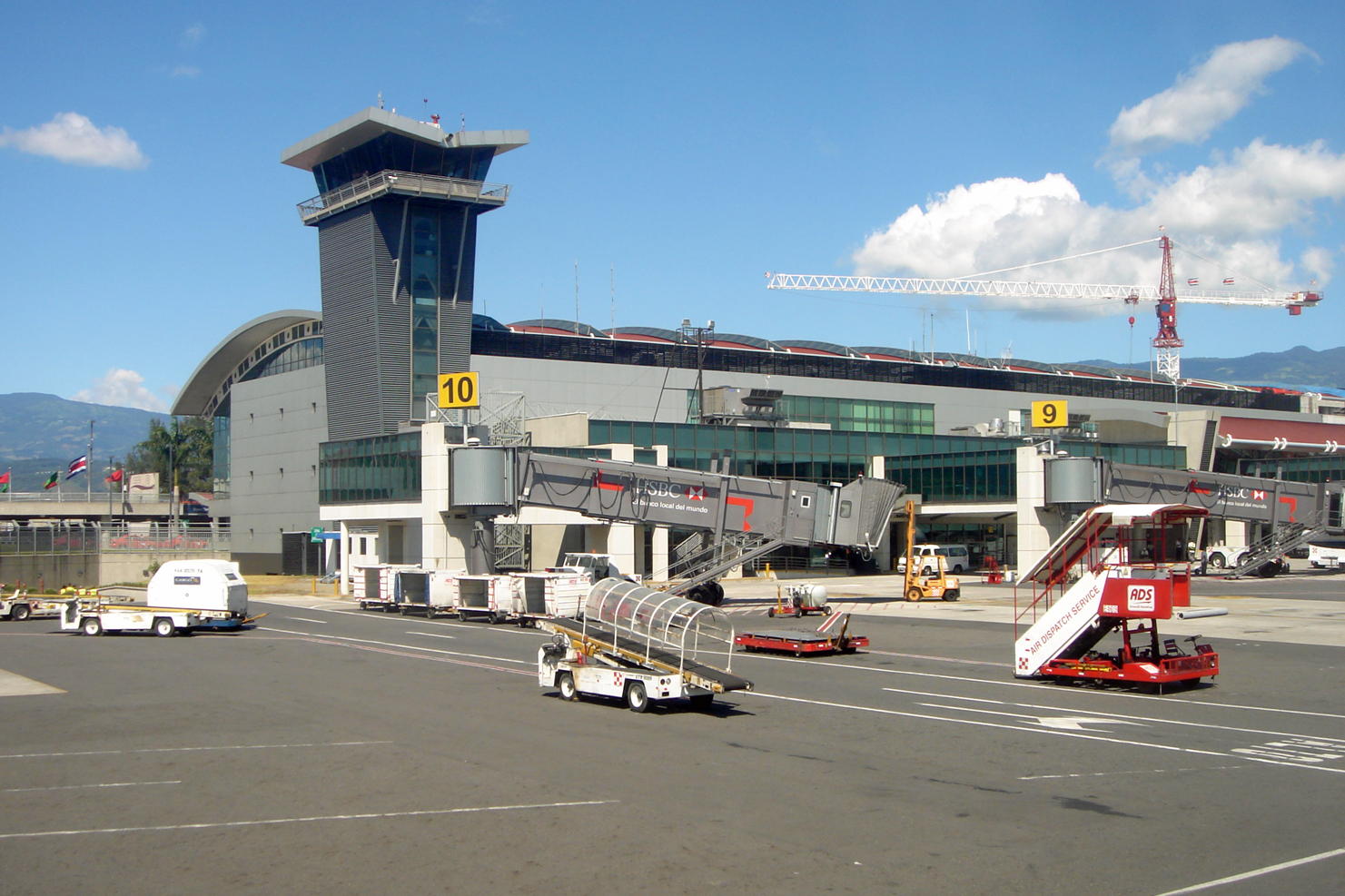
Sân bay Juan Santamaría

</gallery>

## Số liệu thống kê

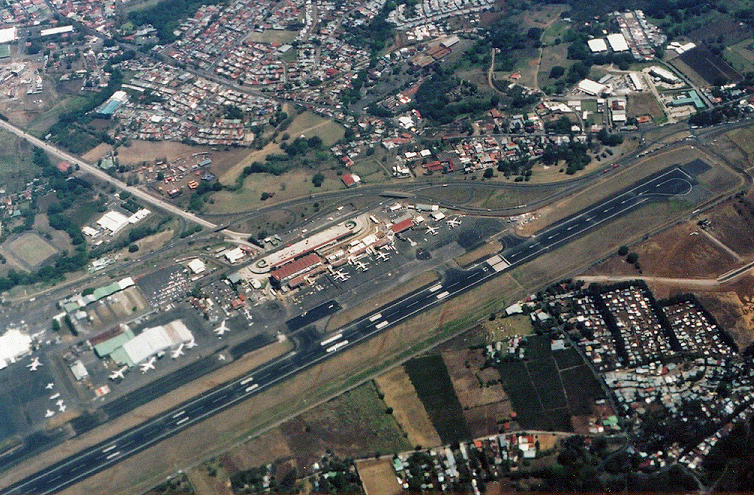
Cảnh nhìn từ trên cao, năm 2003.

### Số chỗ đỗ máy bay quốc tế
- Cầu dẫn: 8
- Không cầu dẫn: 1

### Số chỗ đỗ máy bay khu vực
- Không có cầu dẫn: 6

## Nhà ga và hãng hàng không

### Nhà ga chính [M]
Đơn vị hoạt động chủ yếu ở sân bay này là TACA/LACSA, tiếp theo là Copa Airlines, Continental Airlines và American Airlines. 

### Nhà ga Sansa Terminal [S]
Tất cả các tuyến bay nội địa xuất phát từ nhà ga Sansa.

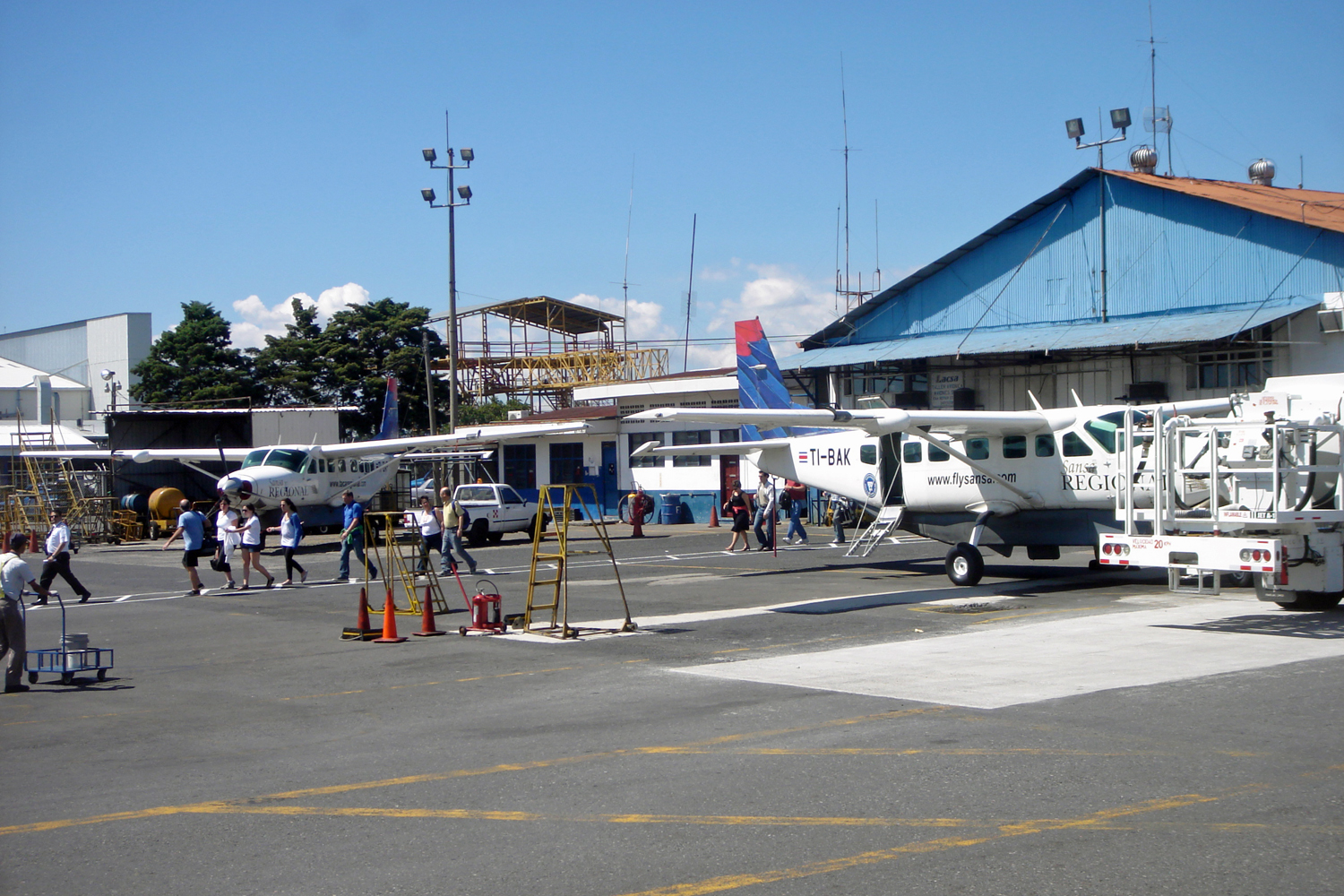
Nhà ga Sansa.

| Hãng hàng không                  | Các điểm đến | Terminal |
| -------------------------------- | --- | -------- |
| AeroMéxico                       | Thành phố Mexico | M        |
| AeroRepública                    | Bogotá, Guatemala City [bắt đầu từ 16/8], Panama City | M        |
| Air Canada                       | Toronto-Pearson | M        |
| Air Panama                       | David | M        |
| Air Transat                      | Montreal-Trudeau, Toronto-Pearson [both seasonal] | M        |
| American Airlines                | Dallas/Fort Worth, Miami, New York-JFK | M        |
| Avianca                          | Bogotá | M        |
| Continental Airlines             | Houston-Intercontinental, Newark | M        |
| Condor                           | Frankfurt, Santo Domingo | M        |
| Copa Airlines                    | Guatemala City, Managua, Thành phố Panama, San Pedro Sula, Tegucigalpa | M        |
| Cubana de Aviacion               | La Habana | M        |
| Delta Air Lines                  | Atlanta | M        |
| Frontier Airlines                | Denver [seasonal] | M        |
| Iberia                           | Madrid | M        |
| JetBlue Airways                  | Orlando | M        |
| Mexicana                         | Cancún, Thành phố Mexico | M        |
| Spirit Airlines                  | Fort Lauderdale | M        |
| TACA                             | Guatemala City, Thành phố Mexico, San Pedro Sula, Tegucigalpa | M        |
| TACA cung ứng bởi Lacsa          | Bogotá, Caracas, David, Guayaquil, La Habana, Los Angeles, Managua, Medellín, Miami, New York-JFK, Panama City, Quito, San Salvador, Santo Domingo, Lima                         | M        |
| TACA cung ứng bởi Sansa Airlines | Barra del Colorado, Bocas del Toro, Coto 47, Drake Bay, Golfito, Liberia, Limon, Managua, Nosara, Palma Sur, Puerto Jimenez, Punta Islita, Quepos, Tamarindo, Tambor, Tortuguero | S        |
| TACA Peru                        | Lima | M        |
| US Airways                       | Charlotte, Philadelphia, Phoenix | M        |

### Hãng bay thuê bao
| Hãng hàng không         | Các điểm đến                                                                                   |
| ----------------------- | ---------------------------------------------------------------------------------------------- |
| Aeroméxico Connect      | Thành phố Mexico (MEX)                                                                         |
| TACA cung ứng bởi Lacsa | Cancún (CUN), Medellin (MDE), San Andres Island (ADZ), San Juan (SJU) [bay thuê bao thường lệ] |
| Jetairfly               | Brussels                                                                                       |
| Insel Air               | Curaçao                                                                                        |

### Hãng vận tải hàng hóa
- ABX Air
- Air Transport International
- American Airlines
- DHL / DHL Aero Expreso
- Florida West International Airways
- Grupo Taca
- LAN Chile Cargo
- Lineas Aereas Suramericanas
- Martinair Cargo
- MasAir
- Southern Air
- UPS